# Ruta Estatal de California 39
La Ruta Estatal de California 39 (en inglés: California State Route 39) es una carretera estatal estadounidense ubicada en el estado de California. La carretera inicia en el Sur desde la SR 1  en Huntington Beach, al norte de Azusa hacia el Norte en Covina en la SR 2  en el Bosque Nacional Ángeles, y tiene longitud de 80,5 km (50.017 mi).

## Mantenimiento
Al igual que las autopistas interestatales, y las rutas federales y el resto de carreteras estatales, la Ruta Estatal de California 39 es administrada y mantenida por el Departamento de Transporte de California por sus siglas en inglés Caltrans.

## Cruces
La Ruta Estatal de California 39 es atravesada principalmente por la I 5  en Buena Park
SR 90  en La Habra 
I 10  en West Covina.
| Condado | Localidad        | Miliario | Destinos                                                           | Notas                     |               |
| --- | ---------------- | -------- | ------------------------------------------------------------------ | ------------------------- | ------------- |
| Orange ORA 0.00-22.66 | Huntington Beach | 0.00     | SR 1 (Pacific Coast Highway) – Laguna Beach, San Diego, Long Beach | Antigua US 101 Alt.       |               |
| Orange ORA 0.00-22.66 | Huntington Beach | 1.63     | Adams Avenue                                                       |                           |               |
| Orange ORA 0.00-22.66 | Huntington Beach | 3.12     | Main Street, Ellis Avenue                                          |                           |               |
| Orange ORA 0.00-22.66 | Huntington Beach | 4.63     | Warner Avenue                                                      |                           |               |
| Orange ORA 0.00-22.66 | Huntington Beach | 5.80     | I 405 (San Diego Freeway) – San Diego, Long Beach                  | Interchange; Antigua SR 7 |               |
| Orange ORA 0.00-22.66 | Westminster      | 6.63     | Bolsa Avenue                                                       |                           |               |
| Orange ORA 0.00-22.66 | Westminster      | 7.63     | Westminster Avenue – Seal Beach                                    |                           |               |
| Orange ORA 0.00-22.66 | Westminster      | 8.48     | SR 22 (Garden Grove Freeway) – Long Beach, Orange                  | Interchange               |               |
| Orange ORA 0.00-22.66 | Garden Grove     |          | Garden Grove Boulevard – Santa Ana, Long Beach                     | Antigua SR 22             |               |
| Orange ORA 0.00-22.66 | Stanton          | 9.67     | Chapman Avenue                                                     |                           |               |
| Orange ORA 0.00-22.66 | Stanton          | 10.66    | Katella Avenue                                                     |                           |               |
| Orange ORA 0.00-22.66 | Stanton          | 11.18    | Cerritos Avenue                                                    |                           |               |
| Orange ORA 0.00-22.66 | Anaheim          | 11.68    | Ball Road                                                          |                           |               |
| Orange ORA 0.00-22.66 | Anaheim          | 12.69    | Lincoln Avenue                                                     | Antigua SR 214            |               |
| Orange ORA 0.00-22.66 | Buena Park       | 13.76    | La Palma Avenue                                                    |                           |               |
| Orange ORA 0.00-22.66 | Buena Park       | 14.38    | SR 91 (Artesia Freeway) – Riverside                                | Interchange               |               |
| Orange ORA 0.00-22.66 | Buena Park       | 14.58    | Orangethrope Avenue                                                |                           |               |
| Orange ORA 0.00-22.66 | Buena Park       | 15.07    | I 5 (Santa Ana Freeway) – Los Ángeles, Santa Ana                   | Interchange               |               |
| Orange ORA 0.00-22.66 | Buena Park       | 15.15    | Auto Center Drive (Manchester Boulevard)                           | Antigua US 101 / SR 14    |               |
| Orange ORA 0.00-22.66 | Buena Park       | 15.57    | Artesia Boulevard                                                  |                           |               |
| Orange ORA 0.00-22.66 | Buena Park       | 16.13    | Stage Road                                                         | Antigua SR 26             |               |
| Orange ORA 0.00-22.66 | Buena Park       | 16.38    | CR N8 (La Mirada Boulevard) , Malvern Avenue                       |                           |               |
| Orange ORA 0.00-22.66 | La Habra         | 19.17    | SR 90 (Imperial Highway)                                           |                           |               |
| Orange ORA 0.00-22.66 | La Habra         | 19.67    | Lambert Road                                                       |                           |               |
| Orange ORA 0.00-22.66 | La Habra         | 20.72    | SR 72 (Whittier Boulevard)                                         |                           |               |
| Orange ORA 0.00-22.66 | La Habra         | 20.88    | Hacienda Road – La Puente, West Covina                             | Antigua SR 39 norte       |               |
| Orange ORA 0.00-22.66 | La Habra         | 22.66    | Harbor Boulevard                                                   | Antigua SR 72 sur         |               |
| Gap in SR 39 |                  |          |                                                                    |                           |               |
| Los Ángeles LA 10.70-44.40                                                                                                | West Covina      |          | Cameron Avenue                                                     |                           |               |
| Los Ángeles LA 10.70-44.40                                                                                                | West Covina      | 10.71    | I 10 (San Bernardino Freeway) – San Bernardino, Los Ángeles        | Interchange               |               |
| Los Ángeles LA 10.70-44.40                                                                                                | West Covina      | 11.68    | Badillo Street                                                     | Extremo Norte             |               |
| Los Ángeles LA 10.70-44.40                                                                                                | Azusa            | 13.10    | Arrow Highway                                                      |                           |               |
| Los Ángeles LA 10.70-44.40                                                                                                | Azusa            | 13.62    | Extremo Norte                                                      | Extremo Norte             | Extremo Norte |
| Los Ángeles LA 10.70-44.40                                                                                                | Azusa            | 14.05    | I 210 (Foothill Freeway) – San Bernardino, Pasadena                | Interchange               |               |
| Los Ángeles LA 10.70-44.40                                                                                                | Azusa            | 14.95    | Foothill Boulevard                                                 | Antigua US 66             |               |
| Los Ángeles LA 10.70-44.40                                                                                                |                  | 17.81    | Extremo sur                                                        | Extremo sur               |               |
| Los Ángeles LA 10.70-44.40                                                                                                |                  | 39.90    | Puerta                                                             | Puerta                    |               |
| Los Ángeles LA 10.70-44.40                                                                                                | Islip Saddle     | 44.40    | SR 2 (Angeles Crest Highway)                                       | Cerrada                   |               |
| 1.000 mi = 1.609 km; 1.000 km = 0.621 mi Cerrada/Antigua • Terminal concurrente • Acceso incompleto • Propuesta/Sin abrir |                  |          |                                                                    |                           |               |